# Еркович, Валерий Борисович
Вале́рий Бори́сович Ерко́вич (род. 15 января 1951, Петропавловск) — советский футболист и российский тренер. Заслуженный тренер России.

## Биография
Сын футболиста и тренера Бориса Ерковича. В составе «Кубани» выступал в высшей лиге чемпионата СССР, сыграл 29 матчей, забил 3 гола. Всего за «Кубань» провёл 73 игры и забил 10 мячей за основной состав, и ещё сыграл в 7 встречах турнира дублёров высшей лиги.
Работал тренером во многих командах Сибирского и Дальневосточного регионов. В последние годы занимал пост тренера-селекционера в клубе «Сибирь».